# 羅奇維爾 (肯塔基州)
羅奇維爾（英語：Roachville）是位於美國肯塔基州格林縣的一個非建制地區。

## 地理
羅奇維爾所處的海拔為高於海平面209米（即686英呎），而該地所採用的時區為UTC-6，即北美中部時區（CST）。同時該地設有夏令時間，為UTC-6調快一小時，即UTC-5（CDT）。